# Abax pyrenaeus
Abax pyrenaeus es una especie de escarabajo del género Abax, tribu Pterostichini, familia Carabidae. Fue descrita científicamente por Dejean en 1828.
Se distribuye por España, Francia e Italia. La especie se mantiene activa durante los meses de enero, marzo, abril, mayo, junio, julio, agosto y septiembre.